# کریستوف اورل
کریستوف اورل (انگلیسی: Christophe Ohrel؛ زادهٔ ۷ آوریل ۱۹۶۸) بازیکن فوتبال اهل سوئیس بود.
از باشگاه‌هایی که در آن بازی کرده‌است می‌توان به باشگاه فوتبال سن-اتین، باشگاه فوتبال سروت ۱۸۹۰، باشگاه فوتبال لوتسرن، باشگاه فوتبال رن، و باشگاه فوتبال لوزان-اسپورت اشاره کرد.
وی همچنین در تیم ملی فوتبال سوئیس بازی کرده‌است.